# Demon's Souls
Demon's Souls (яп. デモンズソウル; укр. Демонові душі) — рольова відеогра, розроблена японською компанією From Software за участю SCE Japan Studio, ексклюзивно для PlayStation 3. Гра вийшла 5 лютого 2009 року в Японії, видана Sony Computer Entertainment, 7 жовтня 2009 року в Північній Америці, видана компанією Atlus, і 25 червня 2010 року в Європі, видана Namco Bandai. 19 листопада 2020 року вийшов ремейк цієї гри — Demon's Souls для Playstation 5.
Гра є ідейним послідовником King's Field (1994) і першою в серії «Souls», куди також належить Dark Souls (2011) із продовженнями. Події розгортаються в похмурому, умовно середньовічному, королівстві Болетарія, що потерпає від навали демонів, спричиненої жадібним королем. Гравець виступає в ролі сміливця, котрий може позбавити королівство від демонів.

## Ігровий процес
Гравець керує персонажем, що досліджує світ, борючись зі злими демонами зброєю і чаклунством, з метою власного розвитку і просування за сюжетом. Персонаж створюється гравцем шляхом вибору з-поміж варіантів статі, віку, рис зовнішності і класів. Клас визначає схильності персонажа, його початкові параметри, екіпіровку та озброєння. Всього існує 10 класів: Варвар (живучий, витривалий і сильний, але має слабку екіпіровку), Мисливець (збалансований, озброєний луком і має легкі обладунки), Лицар (сильний в обороні, володіє міцними обладунками, але має малу вдачу), Маг (вразливий, але володіє закляттями), Жрець (неповороткий, але володіє даром зцілення), Роялті (порівняно слабкий, але однаково володіє і зброєю і магією), Солдат (найбільш збалансований за усіма параметрами), Храмівник (подібний на лицаря, але менш схильний до магії і володіє вмінням зцілення), Злодій (покладається на прихованість і має велику вдачу) і Мандрівник (спритний, але має слабку екіпіровку). Персонаж володіє низкою характеристик, традиційних для рольових ігор: живучістю, розумом, витривалістю, силою, спритністю, магією, вірою та вдачею. Особливий параметр душі визначає швидкість розвитку персонажа і його спротив до атак.
Персонаж подорожує кількома світами, пов'язаними місцем Нексус, де можливо відпочивати, закуплятися корисними предметами, зберігати їх і вивчати закляття. Кожний з п'яти світів має певні точки, відвідавши які, персонаж може переноситися прямо в них з Нексусу. Коли персонаж помирає, він відроджується в духовній формі біля спеціальних каменів у Нексусі, маючи штрафи, проте пересуваючись майже безшумно. Але якщо персонаж гравця перемагає головного демона визначеного світу, він повертається до матеріальної форми. Також матеріальність можна здобути використанням спеціальних предметів, допомогою іншим гравцям або убивством їхніх персонажів.
З убитих демонів персонаж отримує душі, які служать для покупки предметів, ремонту і вдосконалення зброї, та розвитку самого персонажа. В разі смерті він втрачає всі добуті душі, але може повернути їх, почавши знищення демонів на рівні заново, і з першого разу дійшовши до приблизного місця загибелі в матеріальній формі, позначеного кривавою плямою. Після вбивства боса, гравець може переміщатися на місце його загибелі, і тим самим просуватися все далі і далі вглиб поточного світу.
Всього існує п'ять світів, поділених на три-чотири частини. Кожен світ змінюється, залежно від вправності гравця і його морального вибору. Якщо персонажеві вдається не помирати у боях, захищатися від вторгнень інших гравців, світ стає «білим» — демони слабнуть, а форма фантома матиме в ньому більше здоров'я і сильніші атаки. Якщо він часто гине і вбиває дружніх персонажів та шкодить іншим гравцям, світ стає «чорним» — демони сильнішають, але зростає кількість добутих душ і шанси отримати цінні трофей. Ці стани світу називаються «тенденціями» та мають кілька ступенів. При повністю «білій» або «чорній» відкриваються тайники, виникають або зникають певні вороги, змінюють своє звичне місце інші персонажі. Допомога іншим гравцям або напади на їхніх персонажів визначають «тенденцію» і протагоніста, змінюючи рівень здоров'я і даючи бонуси.
Під час з'єднання з мережею PlayStation Network, гравець може бачити короткочасні «привиди» персонажів інших гравців, які можуть залишати написи- підказки. Гравцям доступно спостерігати місця смерті персонажів одне одного як криваві плями. Крім того персонажів інших гравців можна прикликати на допомогу та двобій.

## Сюжет
В королівстві Болетарія (англ. Boletaria) король Аллант XII (англ. King Allant XII) в пошуках могутності прикликав демона Давнього (англ. Old One) в храмі, що містився під Нексусом. Завдяки демону королівство отримало процвітання, але з часом його накрив густий туман, з якого посланці інших королівств вже не поверталися. В тумані стали виникати демони, що полювали на людей аби пожерти їхні душі й обернути на безумців.
Гравець виступає в ролі сміливця, який вирушає в туман. Він виходить в руїнах і проходить в королівський сад, де стикається з демоном Авангардним. При спробі знищити його на героя нападає демон Бог Драконів і вбиває його. Але той, у формі фантома, переноситься до Нексусу. Там його зустрічає сліпа Діва в чорному, яка покладає на героя завдання обійти всі землі Болетарії, побороти всіх демонів і зібрати їхні душі, щоб позбавити королівство від лиха, насланого Давнім.
Сміливцеві доводиться відвідати п'ять земель, серед яких Болетарійський палац, Тунелі Камінного Пазура, Вежу Латрії, Храм Штормів і Долину Розтління. Він зустрічає вцілілих людей і знищує архідемонів кожної місцевості.
Коли всіх демонів поборено, Діва в Чорному відсилає героя до храму під Нексусом, де перебуває Давній у вигляді безформної гіллястої потвори. Діва в Чорному прикликає його аби герой міг пройти всередину демона. Той знаходить в утробі Давнього спотвореного Алланта XII, з яким сходиться в бою. Король розповідає, що люди страждають через власну жорстокість і мусять бути знищені. Він переконаний, що Бог створив Давнього з метою винищити людський рід і позбавити його від страждань.
Після перемоги герой покидає тіло Давнього, Діва в Чорному користується своєю силою, щоб занурити демона в сон. Туман зникає, Болетарія звільняється і хоч тепер зруйнована і майже безлюдна, вона має славетного лідера-демоноборця. Якщо ж гравець обирає в останню мить завадити Діві приспати демона, герой вбиває її. Він стає жадібним до душ і стає на бік Давнього, щоб продовжити його справу.

## Ремейк
Ремейк студії Bluepoint Games для PlayStation 5 було анонсовано під час анонсу консолі в червні 2020 року. Розробка ремейку розпочалась одразу після завершення ремейку гри Shadow of the Colossus від тієї ж студії у 2018 році. Ремейк вийшов 12 листопада 2020 року як стартовий ексклюзив консолі PS5.

## Оцінки і відгуки
| Видання                            | Оцінка |
| ---------------------------------- | ------ |
| 1Up.com                            | A      |
| Famitsu                            | 29/40  |
| Game Informer                      | 9/10   |
| GamePro                            | [ 6 ]  |
| GameZone                           | 9.4/10 |
| IGN                                | 9.4/10 |
| Official U.S. PlayStation Magazine | 8/10   |
| PALGN                              | 9/10   |
| VideoGamer.com                     | 9/10   |

Demon's Souls отримала загальне схвалення критиків. Чимало відгуків акцентували увагу на складності гри, в той же оцінюючи її як позитивний аспект. GameSpot назвали складність «чесною», пишучи, що «Ви безсумнівно отримуватимите багато ушкоджень, поки вивчаєте тонкощі поборення кожного ворога, але бій виглядає чесним». IGN відгукнулися про гру як таку, що підбадьорює гравців, котрі «можуть згадати старі добрі часи» коли проходити відеоігри було дійсно складно. Game Informer назвали її «однією з перших дійсно великих JRPG цього покоління, і мабуть найбільш видатною». Official U.S. PlayStation Magazine в той же час, описуючи гру загалом, відгукнулися про Demon's Souls як ту, що «краще залишити для найбільш мазохістських, хардкорних геймерів».
Видання «Famitsu» оцінило її в 29 балів з 40, редактор Пейнт Ямамото назвав Demon's Souls «грою, яка вчить вас грати, програючи — ви часто зустрінете несподівану смерть. Однак! Продовжіть грати… і ви побачите наскільки вона в дійсності глибока». Редактор Марія Кічіджі відгукнулася про неї: «надто стоїчна… це гра не для кожного».